# 13 spöken
13 spöken (engelska: 13 Ghosts) är en amerikansk skräckfilm från 1960. Filmen hade biopremiär i USA den 10 juli 1960, samt i Sverige den 19 maj 1961. Filmen är regisserad och producerad av William Castle, och är skriven av Robb White. Filmens huvudroller spelas av Rosemary DeCamp, Margaret Hamilton, Charles Herbert, Martin Milner, Jo Morrow, John van Dreelen och Donald Woods.

## Handling
Filmen handlar om familjen Zorba, som en dag får ärva ett hus från familjefadern Cyrus döde farbror Plato. Familjen får sedan sitt livs stora chock, då det visar sig att deras nya hus är hemsökt av tolv spöken (inklusive farbror Plato själv), som alla väntar på att bli befriade av ett trettonde spöke. Familjen får sedan varsitt par med speciella glasögon, så att de kan se alla spöken i huset. Samtidigt får de även reda på att en person i deras hem kommer att dö.

## Rollista
- Charles Herbert – Buck Zorba
- Jo Morrow – Medea Zorba
- Rosemary DeCamp – Hilda Zorba
- Martin Milner – Benjamin Rush
- Donald Woods – Cyrus Zorba
- Margaret Hamilton – Elaine Zacharides
- John van Dreelen – Van Allen

## Remake
År 2001 släpptes det en remake av 13 spöken vid namn Thirteen Ghosts, som regisserades av Steve Beck. Denna remake hade, precis som i originalfilmen, Columbia Pictures som distributör. I USA och Kanada valde man dock att ha Warner Bros. Pictures som distributör. Remakens svenska biopremiär ägde rum den 11 januari 2002.